# 恰武利塔克 (亞利桑那州)
恰武利塔克（英語：Chiawuli Tak）是位於美國亞利桑那州皮馬縣的一個人口普查指定地區。根據2010年美國人口普查，該地共人口500人，而該地的面積約為6.31平方千米。

## 地理
恰武利塔克的座標為31°56′27″N 111°46′35″W / 31.94083°N 111.77639°W，而該地最高點為海拔高度803米（即2634英尺）。